# Niemirów (Biłgoraj)
Pour les articles homonymes, voir Niemirów.
Niemirów (prononciation : [ɲeˈmiruf]) est un village polonais de la gmina de Frampol dans le powiat de Biłgoraj de la voïvodie de Lublin dans l'est de la Pologne.
Il se situe à environ 8 kilomètres au sud de Frampol (siège de la gmina), 9 kilomètres au nord-ouest de Biłgoraj (siège du powiat) et 71 kilomètres au sud de Lublin (capitale de la voïvodie).

## Histoire
De 1975 à 1998, le village est attaché administrativement à la voïvodie de Zamość.

Depuis 1999, il fait partie de la voïvodie de Lublin.